# Padmimi (film)
Pour plus de détails, voir Fiche technique et Distribution.
Padmini est un film indien réalisé par Susmesh Chandroth, sorti en 2018.

## Synopsis
La vie de T. K. Padmini, une des premières femmes peintres du Kerala.

## Fiche technique
- Titre : Padmini
- Réalisation : Susmesh Chandroth
- Scénario : Susmesh Chandroth
- Musique : Sreevalsan J. Menon
- Photographie : Manesh Madhavan
- Montage : Ajithkumar
- Production : Gopalan T. K.
- Société de production : T. K. Padmini Memorial Trust
- Pays :  Inde
- Genre : Biopic, drame, film musical
- Durée : 79 minutes
- Date de sortie : 
  - Inde : 21 octobre 2018

## Distribution
- Anumol K. Manoharan : T. K. Padmini[1]
- Irshad
- Shaju K. S.
- Priyanandanan
- Sanju Sivram